# Caldwelliola reservata
Caldwelliola reservata är en insektsart som beskrevs av Fowler 1900. Caldwelliola reservata ingår i släktet Caldwelliola och familjen dvärgstritar. Inga underarter finns listade i Catalogue of Life.